# Conistra variegata
Conistra variegata är en fjärilsart som beskrevs av Tutt. Conistra variegata ingår i släktet Conistra och familjen nattflyn. Inga underarter finns listade i Catalogue of Life.